# Онон-Бальджинский хребет
Оно́н-Бальджи́нский хребе́т — горный хребет в Забайкальском крае России, на границе с Монголией.
Хребет протягивается на 130 км в субширотном направлении от низовьев реки Кумыл до нижнего течения реки Кыра. Средняя ширина (в пределах России) составляет 15—20 км. Преобладающие высоты — от 1400 до 1700 м, максимальная — 1749 м.
Хребет сложен гранитами и осадочными породами палеозоя. В рельефе преобладают среднегорья с более крутыми склонами в речных долинах. Склоны покрыты горной лиственничной тайгой, которая чередуется со степными участками (по склонам южной экспозиции).

## Топографические карты
- Лист карты M-49-XXII. Масштаб: 1 : 200 000. Указать дату выпуска/состояния местности.